# Yamandú Orsi
Yamandú Ramón Antonio Orsi Martínez (Santa Rosa, 13 giugno 1967) è un politico e docente uruguaiano, presidente dell'Uruguay dal 1º marzo 2025. Membro del Fronte Ampio, ha ricoperto la carica di 22° e 24° intendente del Dipartimento di Canelones dal 2015 a febbraio 2020, e da novembre 2020 al 2024.

## Biografia
Yamandú Ramón Antonio Orsi Martínez è nato nel Dipartimento di Canelones il 13 giugno 1967, secondogenito, avendo una sorella maggiore, María del Luján, e unico figlio maschio di Pablo "Bebe" Orsi (1933–2018), un lavoratore rurale, e Carmen "Beba" Martínez (morta nel 2023), una sarta. Gli antenati di suo padre provengono dalla Liguria, risalendo la sua ascendenza al comune di Osiglia. I suoi parenti emigrarono in Uruguay all'inizio del XIX secolo. Dalla parte materna, è di origine spagnola, con radici nelle Isole Canarie.
Cresciuto in una zona rurale tra le città di Santa Rosa e San Antonio, la famiglia ha vissuto difficoltà finanziarie durante gli anni adolescenziali di Orsi e, per un periodo, ha vissuto in una casa senza elettricità. All'età di cinque anni, si trasferì nella città di Canelones a causa di una malattia alla colonna vertebrale del padre, che gli impediva di lavorare nei campi. La famiglia aprì un negozio di alimentari, dove Orsi iniziò i suoi studi alla Escuela Primaria N° 110 e proseguì gli studi secondari al Liceo Tomás Berreta.
Cresciuto in una famiglia cattolica romana, fu chierichetto nella cappella del suo quartiere. Tuttavia, attualmente afferma di essere agnostico. Durante la sua adolescenza, praticò la danza popolare e, all'età di quindici anni, vinse un concorso per far parte di un cast municipale, partecipandovi fino all'età di 26 anni. Inoltre, durante la sua giovinezza, divenne attivo politicamente, militando nella Vertiente Artiguista fino al 1990, quando si unì al Movimiento de Participación Popular (MPP). Iniziò partecipando a una raccolta di firme per il referendum di amnistia del 1989 sulla legge sull'Estinzione delle Pretese Punitive dello Stato.
Nel 1986, iniziò a frequentare il corso di relazioni internazionali presso l'Università della Repubblica, ma abbandonò gli studi dopo un solo mese. Successivamente si iscrisse all'Instituto de Profesores Artigas di Montevideo per conseguire l'insegnamento di storia nell'istruzione secondaria, diplomandosi nel 1991.
È sposato con Laura Alonso Pérez, che ha conosciuto mentre insegnava a Maldonado; insieme hanno due figli, Lucía e Victorio. La famiglia risiede nella località di Salinas. È tifoso del Club Atlético Peñarol.

## Carriera politica
Nel 2004, mentre lavorava ancora come insegnante di storia a Maldonado, si candidò senza successo alla Camera dei Rappresentanti come quarto candidato nella lista elettorale del Movimiento de Participación Popular nel Dipartimento di Canelones. All'inizio del 2005, fu annunciato come primo sostituto di Marcos Carámbula nella sua candidatura per l'Intendenza di Canelones. Dopo la vittoria di Carámbula nelle elezioni municipali di quell'anno, Orsi fu nominato Segretario Generale dell'Intendenza. Dopo le elezioni del 2010, fu confermato nel suo incarico dopo la rielezione dell'amministrazione Carámbula.

## Presidente dell'Uruguay
A marzo 2015 si dimise per candidarsi a Intendente. La sua candidatura fu supportata da vari settori del Fronte Ampio. Nelle elezioni del 2015, fu eletto Intendente di Canelones con il 37% dei voti. Assunse l'incarico il 9 luglio 2015.
Nel 2019, durante il secondo turno delle elezioni generali, Orsi fu nominato responsabile della campagna di Daniel Martínez. Il 7 febbraio 2020, si dimise da Intendente e fu sostituito da Tabaré Costa. Lanciò quindi la sua campagna per la rielezione e nel 2020 fu riconfermato nel suo incarico.
Nel marzo 2023 venne annunciata la sua candidatura a presidente uruguaiano dal Movimiento de Participación Popular in vista delle elezioni presidenziali dell'anno successivo. Al primo turno delle elezioni del 27 ottobre 2024, Orsi si piazzò al primo posto con il 46,12% delle preferenze, dietro al candidato nazionale Álvaro Delgado Ceretta (fermo al 28,20%), che batterà definitivamente anche al ballottaggio del 24 novembre ottenendo il 52,08% dei voti e risultando eletto come nuovo presidente dell'Uruguay. La cerimonia di insediamento si è svolta il 1° marzo 2025.